# Valmont (Mosel·la)
Valmont és un municipi francès situat al departament del Mosel·la i a la regió del Gran Est. L'any 2007 tenia 3.282 habitants.

## Demografia

### Població
El 2007 la població de fet de Valmont era de 3.282 persones. Hi havia 1.267 famílies, de les quals 298 eren unipersonals (129 homes vivint sols i 169 dones vivint soles), 386 parelles sense fills, 470 parelles amb fills i 113 famílies monoparentals amb fills.
La població ha evolucionat segons el següent gràfic:
Habitants censats

### Habitatges
El 2007 hi havia 1.333 habitatges, 1.284 eren l'habitatge principal de la família, 1 era una segona residència i 48 estaven desocupats. 928 eren cases i 396 eren apartaments. Dels 1.284 habitatges principals, 831 estaven ocupats pels seus propietaris, 415 estaven llogats i ocupats pels llogaters i 38 estaven cedits a títol gratuït; 16 tenien una cambra, 63 en tenien dues, 116 en tenien tres, 310 en tenien quatre i 780 en tenien cinc o més. 1.030 habitatges disposaven pel capbaix d'una plaça de pàrquing. A 562 habitatges hi havia un automòbil i a 570 n'hi havia dos o més.

### Piràmide de població
La piràmide de població per edats i sexe el 2009 era:
| Homes | Edats   | Dones |
| ----- | ------- | ----- |
| 0     | 95 o +  | 0     |
| 0     | 90 a 94 | 0     |
| 0     | 85 a 89 | 4     |
| 8     | 80 a 84 | 24    |
| 48    | 75 a 79 | 40    |
| 60    | 70 a 74 | 76    |
| 76    | 65 a 69 | 60    |
| 80    | 60 a 64 | 100   |
| 76    | 55 a 59 | 64    |
| 124   | 50 a 54 | 104   |
| 148   | 45 a 49 | 144   |
| 144   | 40 a 44 | 112   |
| 116   | 35 a 39 | 140   |
| 84    | 30 a 34 | 96    |
| 100   | 25 a 29 | 72    |
| 100   | 20 a 24 | 80    |
| 176   | 15 a 19 | 124   |
| 180   | 10 a 14 | 68    |
| 92    | 5 a 9   | 100   |
| 48    | 0 a 4   | 84    |

## Economia
El 2007 la població en edat de treballar era de 2.137 persones, 1.398 eren actives i 739 eren inactives. De les 1.398 persones actives 1.206 estaven ocupades (648 homes i 558 dones) i 192 estaven aturades (106 homes i 86 dones). De les 739 persones inactives 242 estaven jubilades, 197 estaven estudiant i 300 estaven classificades com a «altres inactius».

### Ingressos
El 2009 a Valmont hi havia 1.287 unitats fiscals que integraven 3.361,5 persones, la mediana anual d'ingressos fiscals per persona era de 17.633 €.

### Activitats econòmiques
Dels 114 establiments que hi havia el 2007, 1 era d'una empresa extractiva, 3 d'empreses alimentàries, 3 d'empreses de fabricació d'altres productes industrials, 19 d'empreses de construcció, 19 d'empreses de comerç i reparació d'automòbils, 12 d'empreses de transport, 7 d'empreses d'hostatgeria i restauració, 4 d'empreses d'informació i comunicació, 5 d'empreses financeres, 5 d'empreses immobiliàries, 13 d'empreses de serveis, 18 d'entitats de l'administració pública i 5 d'empreses classificades com a «altres activitats de serveis».
Dels 27 establiments de servei als particulars que hi havia el 2009, 1 era una oficina del servei públic d'ocupació, 1 oficina de correu, 1 una oficina bancària, 2 tallers de reparació d'automòbils i de material agrícola, 6 paletes, 3 guixaires pintors, 1 fusteria, 3 lampisteries, 1 electricista, 2 perruqueries, 1 veterinari, 1 agència de treball temporal, 3 restaurants i 1 saló de bellesa.
Dels 8 establiments comercials que hi havia el 2009, 2 eren supermercats, 1 una botiga de més de 120 m², 3 fleques, 1 una fleca i 1 una llibreria.
L'any 2000 a Valmont hi havia 4 explotacions agrícoles.

## Equipaments sanitaris i escolars
L'únic equipament sanitari que hi havia el 2009 era una farmàcia.
El 2009 hi havia 2 escoles maternals i 1 escola elemental.

## Poblacions més properes
El següent diagrama mostra les poblacions més properes.